# Schnürpflingen

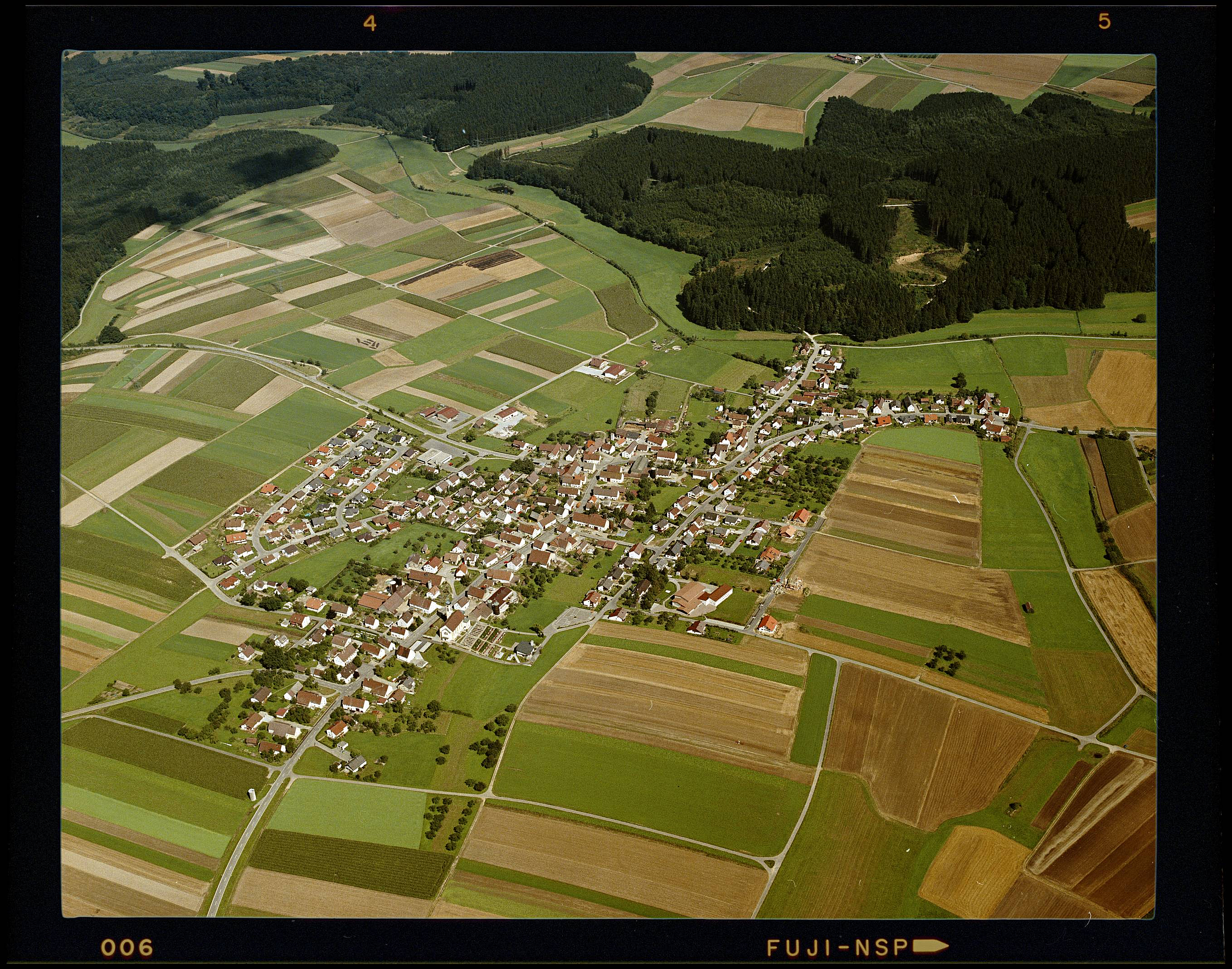
Luftbild von Schnürpflingen (1985)

Schnürpflingen ist eine Gemeinde im  baden-württembergischen Alb-Donau-Kreis.

## Geografie
Schnürpflingen liegt im Waldgebiet der Holzstöcke am Fluss Weihung, etwa 15 Kilometer südlich von Ulm und 10 km östlich von Laupheim.

### Gliederung
Neben dem Hauptort gehören auch Ammerstetten und Beuren zur Gemeinde.

### Schutzgebiete
Teile der Gemeindefläche, insbesondere entlang von Weihung, Steinenbach und Reichenbach, wurden als Landschaftsschutzgebiet Schnürpflingen ausgewiesen.

## Geschichte

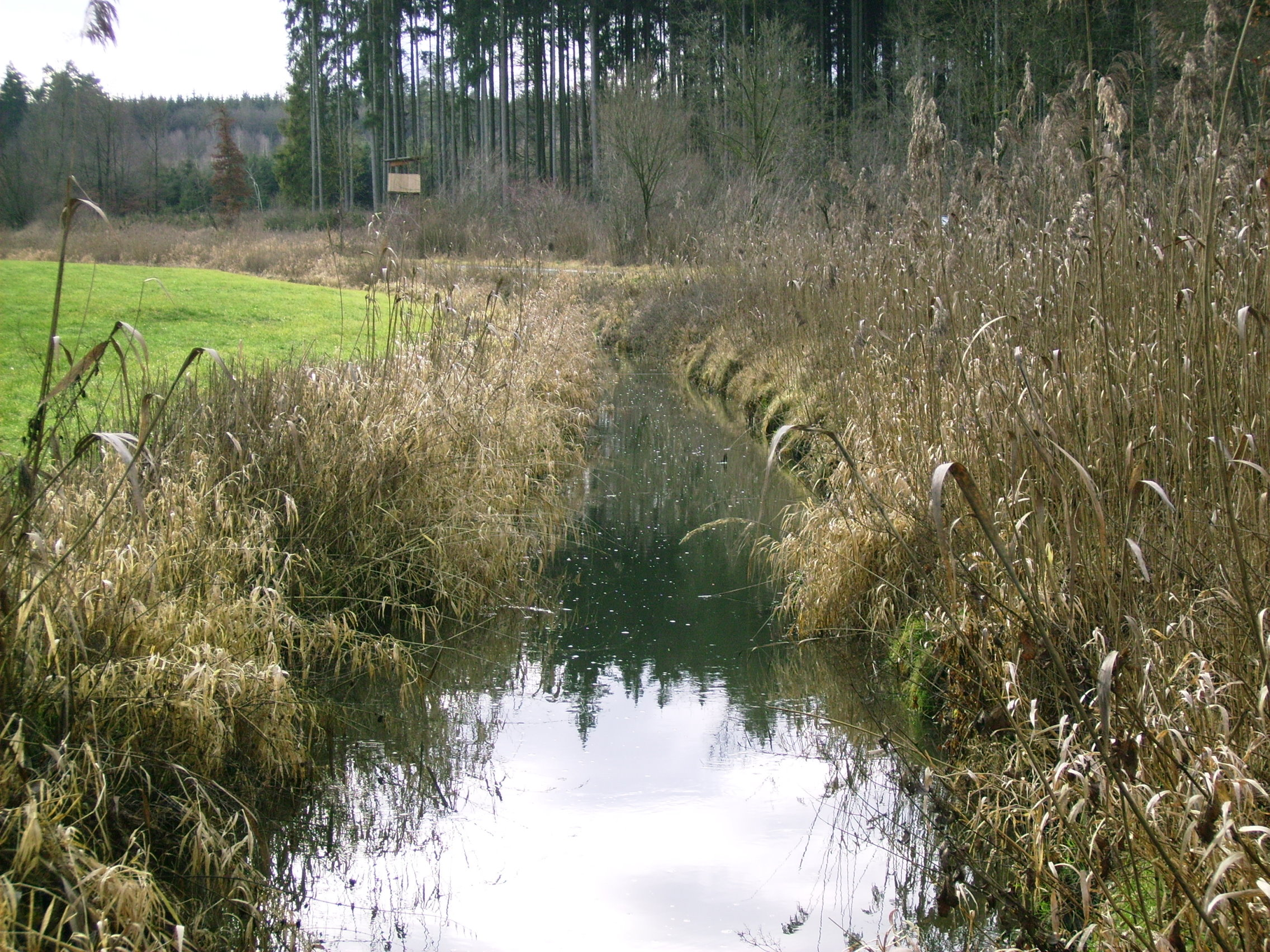
Weihung bei Beuren

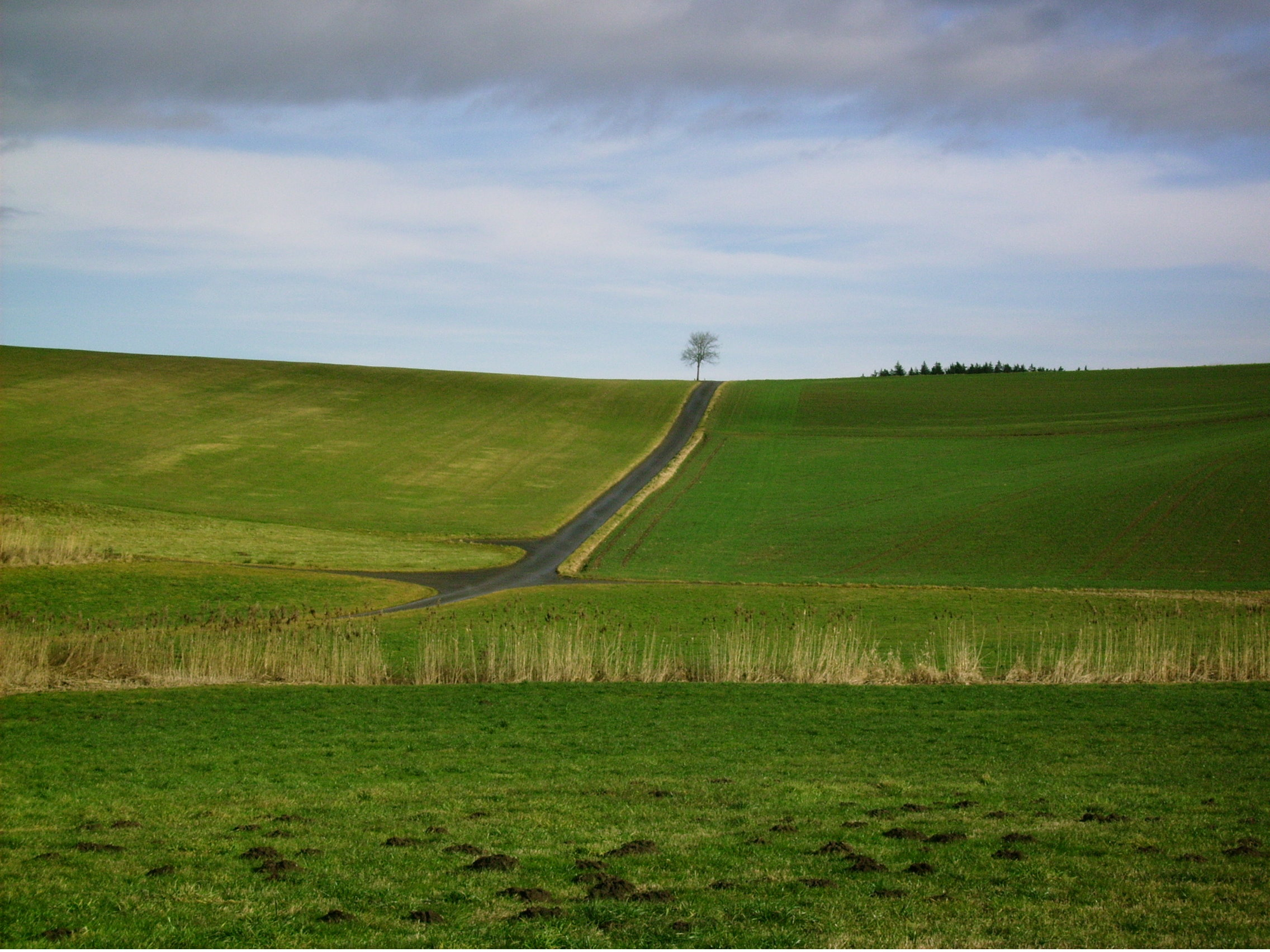
Hügel bei Beuren

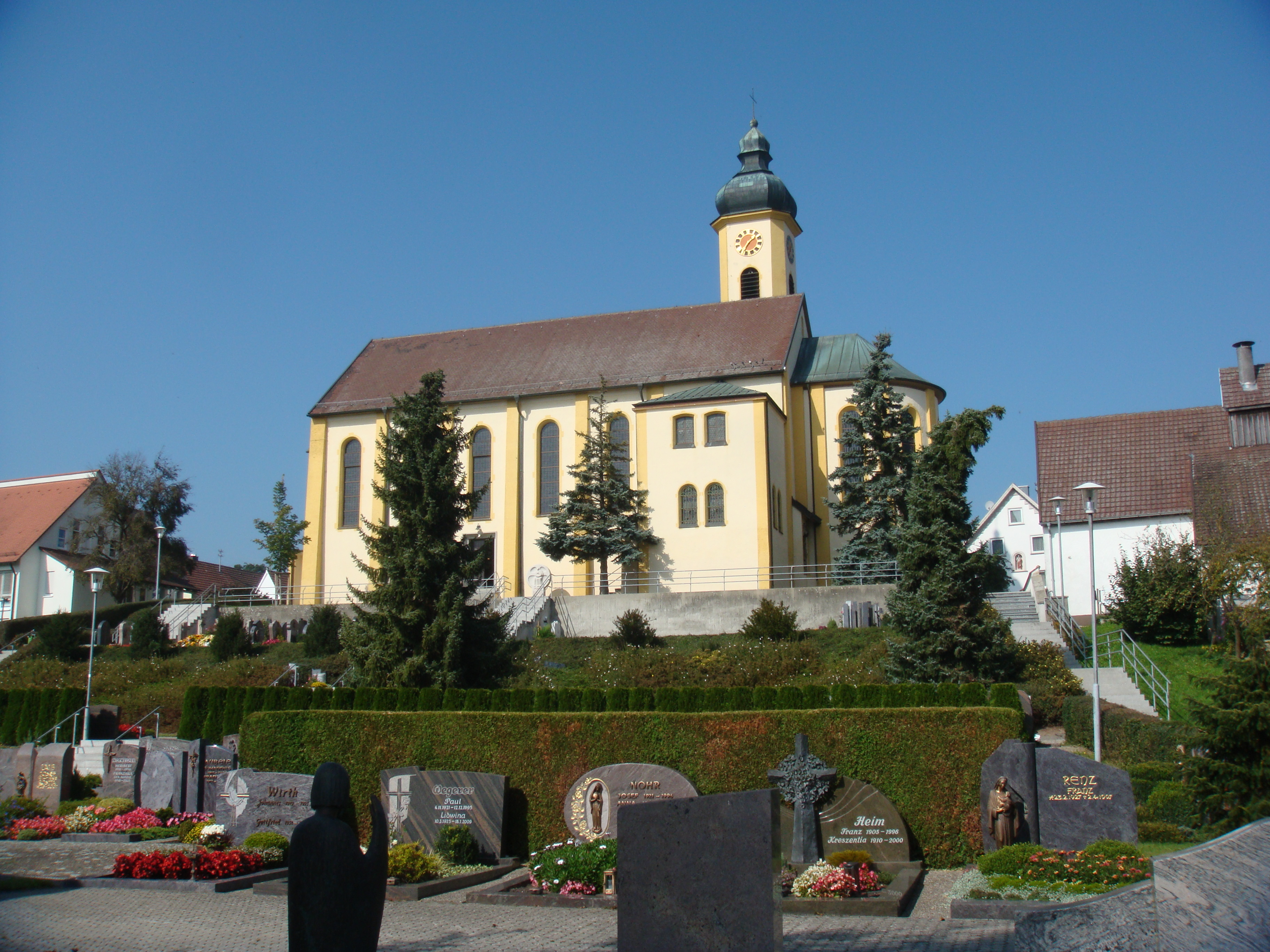
Kirche Mariä Unbefleckte Empfängnis

### Vorgeschichte
Aus dem Namen und der Lage des Ortes lässt sich schließen, dass er zu den ältesten im Alb-Donau-Kreis gehört, denn die Ortsnamen mit der Endung -ingen stammen in der Regel spätestens aus der Karolingerzeit, wenn nicht aus der Völkerwanderungs- oder der Merowingerzeit, wurden also lange vor dem Jahr 1000 gegründet.
Im Ortsteil Ammerstetten finden sich Spuren aus der Römerzeit. Hier führte eine Römerstraße auf den Rommelsberg, etwa eine Viertelstunde östlich von Bihlafingen.

### Mittelalter
Früh urkundlich erwähnt sind die Ortsteile Ammerstetten (1193) und Beuren (1275).
Der Hauptort Schnürpflingen, der möglicherweise auf den Personennamen snurtilo oder snurf zurückzuführen ist, wird erstmals im Jahre 1260 geschichtlich gesichert erwähnt.
Der damalige Herr von Schnürpflingen, Otto Besserer, Sohn des Ulmer Stadtrechners Heinrich Besserer, soll der Stifter der Kirche von Schnürpflingen gewesen sein. Besserer war einer jener Edelleute, die innerhalb einer Grafschaft einen Herrensitz mit dem dazugehörigen Dorf als freies Lehen hatten. Solche Ritter standen in einem gewissen Abhängigkeitsverhältnis zu ihren Grafen. Das Schloss der Besserer stand auf dem Platz des früheren Bräuhauses. So unterstand also Schnürpflingen der Grafschaft Kirchberg und war in der Folgezeit mit deren Schicksal eng verbunden. Auch Schnürpflingen ging mit den Grafen von Kirchberg den Weg der Herzöge von Bayern und damit der zeitweiligen Eingliederung in den vorderösterreichischen Landesverband bis zum Erwerb der Grafschaft durch das Augsburger Handelsgeschlecht der Fugger (1507).

### Frühe Neuzeit
Aus den nun folgenden Jahren sind einige Urkunden erhalten, die das Verhältnis zwischen den Herren von Schnürpflingen und den Fuggern regelten. Die bekannteste Urkunde stammt aus dem Jahre 1572 von Christoph Fugger und Eitel Hans Besserer. Darin wird die Frage der niederen Gerichtsbarkeit, des Waidwerks und anderes mehr geregelt.
Der Ort Beuren gehörte als freies Reichslehen ebenfalls zu Schnürpflingen. In der folgenden Zeit erhoben sich Spannungen zwischen den Fuggern und Besserern, da letztere die Reformation in Schnürpflingen einführten.
1617 kamen durch Einheirat die von Berlichingen als Besitzer von Schnürpflingen in den Ort. 1669 verloren die Besserer die Herrschaft über Schnürpflingen. Ihnen verblieb nur noch das Reichslehen Beuren. 1694 verkaufte Johann Philipp Besserer dieses Reichslehen an den Abt von Wiblingen. Mit dem Verkauf Beurens hatten die Besserer ihren letzten Besitz verloren. Über ihr weiteres Schicksal ist nichts bekannt.
In diese Epoche fällt auch die Gegenreformation. Der Flecken Schnürpflingen blieb bis 1656 lutherisch. Graf Albert Fugger von Kirchberg stellte dann das alte Bekenntnis in Schnürpflingen wieder her. Die Einwohner wurden vor die Wahl gestellt, entweder den katholischen Glauben wieder anzunehmen oder aber Haus und Hof zu verkaufen und auszuwandern. So sollen laut Überlieferung alle Bewohner in die Nachbarorte umgesiedelt sein. Da nun das Dorf ohne Einwohner war, zogen Leute aus verschiedenen Gauen, aus der Schweiz, Tirol und Bayern hierher.
Im Jahr 1694 wurde Beuren und 1701 Ammerstetten fuggerisch. 1762 nahm ein Vogt aus der Grafschaft Fugger seinen Wohnsitz in Schnürpflingen.
Im Laufe ihrer Geschichte war die Gemeinde Schnürpflingen mit mehreren Kriegen und Katastrophen konfrontiert. Zwar ist aus der Zeit des Dreißigjährigen Krieges nichts überliefert, die Hungersnot im Jahre 1771 jedoch im Pfarrbuch beschrieben. Einzelheiten über das Vorgehen der napoleonischen Truppen im Ort sind ebenso überliefert. Mit dem Frieden von Pressburg fiel Schnürpflingen für ein paar Jahre an das Königreich Bayern.

### In württembergischer Zeit
Auf Grund des Grenzvertrags von 1810 kam das Gebiet der ehemaligen Grafschaft Kirchberg und damit auch Schnürpflingen an das Königreich Württemberg. Der Ort gehörte nun für mehr als ein Jahrhundert zum württembergischen Oberamt Wiblingen (seit 1842 umbenannt in Oberamt Laupheim).
Am 24. April 1852 wurden innerhalb einer halben Stunde durch eine Feuersbrunst in Schnürpflingen 21 Gebäude zerstört.
Im Ersten Weltkrieg gab es 36 Gefallene und drei Vermisste.
Bei der Kreisreform während der NS-Zeit in Württemberg gelangte die Gemeinde 1938 zum Landkreis Ulm.
Im Zweiten Weltkrieg hatte Schnürpflingen 25 Gefallene und 16 Vermisste zu verzeichnen. Kurz vor Ende des Zweiten Weltkriegs, am 24. April 1945 gegen 9:45 Uhr, fuhren amerikanische Panzerwagen in den Ort ein. Später marschierten amerikanische und französische Soldaten durch Schnürpflingen, wobei die weiße Fahne auf dem Kirchturm gehisst wurde.

### Nachkriegszeit
In den ersten Jahren der Besatzungszeit verlief die Grenze zwischen der amerikanischen und der französischen Zone durch den Wald zwischen Schnürpflingen und Bihlafingen. Als Teil der Amerikanischen Besatzungszone gehörte Schnürpflingen zum 1945 gegründeten Land Württemberg-Baden, das 1952 im jetzigen Bundesland Baden-Württemberg aufging. Die Kreisreform von 1973 brachte die Zugehörigkeit zum neuen Alb-Donau-Kreis.

### Religion
Obwohl die Ulmer Ortsherren Besserer den Ort 1580 der Reformation unterzogen, kam es im Verlauf des Dreißigjährigen Kriegs in den Jahren von 1621 bis 1633 zur Gegenreformation. Deshalb ist Schnürpflingen bis heute überwiegend römisch-katholisch. Die Pfarrgemeinde Mariä Unbefleckte Empfängnis gehört zum Dekanat Ehingen-Ulm der Diözese Rottenburg-Stuttgart. In Schnürpflingen geboren wurde Franz Xaver Renner, Ordensname Pater Frumentius Renner OSB (2. Mai 1908 bis 18. Dezember 2000), der in der Benediktiner-Erzabtei Sankt Ottilien als Organist, Zelerar, Archivar, Lateinlehrer und Chronist wirkte. Er fasste unter anderem die Ordenschronik „Der fünfarmige Leuchter“.

## Politik

### Verwaltungsverband
Die Gemeinde gehört dem Gemeindeverwaltungsverband Kirchberg-Weihungstal mit Sitz in Illerkirchberg an.

### Gemeinderat
Der Gemeinderat in Schnürpflingen hat zehn Mitglieder. Bei der Kommunalwahl am 9. Juni 2024 wurde der Gemeinderat durch Mehrheitswahl aus einer Einheitsliste gewählt. Mehrheitswahl findet statt, wenn kein oder nur ein Wahlvorschlag eingereicht wurde. Die Bewerber mit den höchsten Stimmenzahlen sind dann gewählt. Der Gemeinderat besteht aus den ehrenamtlichen Gemeinderäten und dem Bürgermeister als Vorsitzendem. Der Bürgermeister ist im Gemeinderat stimmberechtigt.

### Bürgermeister
- 1945–1976: Alfred Jans
- 1976–1986: Jürgen Guse
- 1986–2010: Manfred Häberle
- Am 28. Februar 2010 wurde Michael Knoll aus Laupheim-Untersulmetingen zum neuen Bürgermeister gewählt. Knoll wurde im März 2018 mit 91,5 % der Stimmen wiedergewählt.[4]

### Wappen
Das Wappen zeigt auf rotem Grund ein silbernes Hirschgeweih, aus dem eine ebenfalls silberne Tanne wächst. Das Wappen soll auf die waldreiche Umgebung des Ortes hinweisen. Die Farben Weiß und Rot zeigen die frühere Zugehörigkeit zu Österreich an. Der Gemeinde Schnürpflingen wurde 1956 die Befugnis erteilt, dieses Wappen zu führen.

### Städtepartnerschaften
Die Gemeinde Schnürpflingen unterhält seit Jahren eine freundschaftliche Beziehung zur französischen Gemeinde Authon-du-Perche.

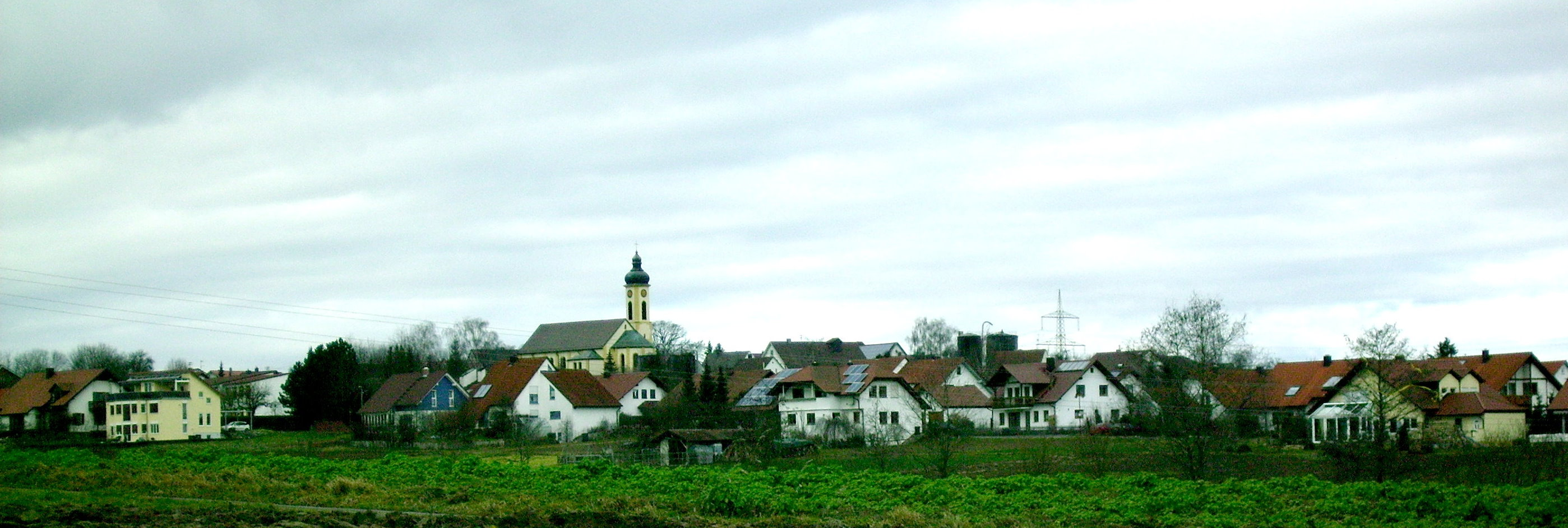
Blick auf Schnürpflingen

## Verkehr
Durch Schnürpflingen führt als Landes-Radfernweg der Oberschwaben-Allgäu-Radweg. Er ist eine Rundstrecke über Ulm und Tettnang und verläuft dabei von Ulm kommend über Illerkirchberg und Staig nach Schnürpflingen und weiter nach Laupheim, über dessen Stadtteil Bihlafingen und über Burgrieden.

## Persönlichkeiten
- Frumentius Renner, bürgerlich Franz Xaver Renner (* 1908 in Schnürpflingen; † 2000 in Buchloe), römisch-katholischer Priester, Benediktiner und Autor
- Peter Laib (* 1984), wuchs in Schnürpflingen auf